# Schmalspurbahn des Franzensbader Moorbads
| Fahrzeuge an der Entladestelle Entladestelle am Moorbad |                     |                             |                             |
| Streckennetz mit betriebenen (orange) und abgebauten Abschnitten (blau) |                     |                             |                             |
| Streckenlänge: | 0,8 km              |                             |                             |
| Spurweite: | 600 mm (Schmalspur) |                             |                             |
| |                     |                             |                             |
| \| \| \| Moorbad (Slatinné Lázně) \| \| \| \| \| Fußgängerüberweg im Kurpark \| \| \| \| \| Bahnstrecke Cheb–Oberkotzau \| \| \| \| \| \| \| \| \| \| Schladabach \| \| \| \| \| Fußgängerüberweg \| \| \| \| \| Moorgrube \| \| \| \| \| Absetzbecken \| \| |                     |                             |                             |
| |                     | Moorbad (Slatinné Lázně)    |                             |
| Bahnübergang |                     | Fußgängerüberweg im Kurpark | Fußgängerüberweg im Kurpark |
| Strecke Anfang Hochstrecke und quer · Kreuzung rechts · Strecke quer |                     | Bahnstrecke Cheb–Oberkotzau | Bahnstrecke Cheb–Oberkotzau |
| Abzweig geradeaus und von links · Strecke von rechts |                     |                             |                             |
| Strecke von links (außer Betrieb) · Strecke unter Wasserlauf Anfang Hochstrecke, Ende Hochstrecke und quer (Strecke außer Betrieb) · Strecke |                     | Schladabach                 | Schladabach                 |
| Bahnübergang (Strecke außer Betrieb) · Strecke |                     | Fußgängerüberweg            | Fußgängerüberweg            |
| Strecke (außer Betrieb) |                     | Moorgrube                   | Moorgrube                   |
| |                     | Absetzbecken                |                             |

Die Schmalspurbahn des Franzensbader Moorbads ist eine 0,5 km lange Feldbahn mit 600 Millimetern Spurweite vom Moorbad zu den Moorgruben im tschechischen Kurort Františkovy Lázně.

## Streckenverlauf
Die Strecke der Moor- bzw. Torfbahn (tschechisch Rašelinová drážka) beginnt am Moorbad an einer eingezäunten Entladestelle. Sie führt durch ein Tor in der Nähe der Palliardi-Quelle in den Park und verläuft entlang des Schladabachs zu einem Tor an der Eisenbahnbrücke der Bahnstrecke Cheb–Oberkotzau, die sie unterquert. Dahinter führt sie in einem Streckenast zu den Moorgruben im Moorgebiet. Die weitere Strecke, die über den Schladabach zu einem Absetzbecken für den verbrauchten Schlamm führte, ist nicht mehr vorhanden, sodass die heute betriebene Streckenlänge etwa 800 Meter beträgt.

## Betrieb
Seit den 1960er Jahren wird zur Moorförderung ein auf Breitspurgleisen fahrender Eimerkettenbagger benutzt. Der in den Moorgruben geförderte Moorschlamm wird direkt vom Bagger in die Wagen der Schmalspurbahn geladen, die dann den Schlamm zur Moormühle am Moorbad transportiert. Dort wird das Moor durch gelöcherte Roste zu Granulat für Heilanwendungen aufbereitet. Das Moorbad (Slatinné Lázně) und seine Schmalspurbahn werden heute(2019) von der Lázně Františkovy Lázně a.s. (Bad Franzensbad AG) betrieben. Fahrten finden nur sporadisch statt.

## Schienenfahrzeuge
Es werden zwei Diesellokomotiven der Typen BN30 und BN30R von ČKD, neun Kipploren und eine Flachlore eingesetzt.